# Wonderful World / Ça va Ça va
Singles de Juice=Juice
Senobi / Date Ja Nai yo Uchi no Jinsei wa
(1er oct. 2014) Next is you! / Karada Dake ga Otona ni Nattan Janai
(3 février 2016)
Wonderful World / Ça va ? Ça va ?, peut être écrit Wonderful World / Ça va Ça va (Wonderful World / サヴァサヴァ, trad. : « Un monde merveilleux / Ça va ? Ça va ? »), est le 6e single major du groupe japonais Juice=Juice, sorti en avril 2015.

## Détails du single
Le single sort le 8 avril 2015 au Japon sous le label hachama, six mois après le 5e single "major" respectif du groupe, Senobi / Date Ja Nai yo Uchi no Jinsei wa, sorti précédemment en octobre de l'année précédente. Il atteint la 1re place du classement hebdomadaire des ventes de l'Oricon, se vendant à 34 127 exemplaire durant la première semaine. Il devient le tout premier single et premier disque du groupe à se classer en tête des classements de l'Oricon.
Il devient le premier single du groupe à ne pas être écrit et produit par Tsunku. La chanson Wonderful World a été écrite et composée par Iijimaken puis arrangée par Gaokalab, tandis que la chanson Ça va ? Ça va ?
a été écrit par Yoshiko Muira et composé par Hiroshi Kawanabe et Tadashi Ueda.
Il sort en plusieurs éditions avec des couvertures différentes : deux éditions régulières notées A et B comprenant seulement le CD,, et quatre éditions limitées notées A, B, C et D comprenant chacune un DVD différent en supplément,,,. Sort aussi un coffret spécial comprenant toutes les versions du single y compris une carte de numéro de série pour, après un tirage au sort, avoir la chance de gagner un billet pour assister à l'un des événements organisés par le groupe.
C'est un single "double face A" contenant deux chansons principales, Wonderful World et Ça va? Ça va? (titre en français qui est le premier titre d'un disque du groupe de langue étrangère autre que l'anglais), ainsi que leurs versions instrumentales. Tandis que les DVD contiennent les musiques vidéo des chansons principales et d'autres vidéos sur les informations des chansons (réalisation des vidéos, danse, etc.).
Par ailleurs, sous la même forme que les singles précédents, le CD des éditions limitées A et C comprennent les mêmes titres que celle de l'édition régulière A ; tandis que celui des éditions limitées B et D contient toujours les mêmes titres, mais cette fois-ci inversés, que le CD de l'édition régulière B.

## Formation
Membres créditées sur le single : 
- Yuka Miyazaki
- Tomoko Kanazawa
- Sayuki Takagi
- Karin Miyamoto
- Akari Uemura

## Liste des titres
| 1. | Wonderful World                |  |
| 2. | Ça va ? Ça va ? (サヴァサヴァ) |  |
| 3. | Wonderful World (Instrumental) |  |
| 4. | Ça va ? Ça va ? (Instrumental) |  |

| 1. | Ça va ? Ça va ? (サヴァサヴァ) |  |
| 2. | Wonderful World                |  |
| 3. | Ça va ? Ça va ? (Instrumental) |  |
| 4. | Wonderful World (Instrumental) |  |

| 1. | Wonderful World (Music Video) |  |

| 1. | Ça va ? Ça va ? (Music Video) |  |

| 1. | Wonderful World (Dance Shot ver.)              |  |
| 2. | Wonderful World (Jacket & MV Making, Off-shot) |  |

| 1. | Ça va ? Ça va ? (Dance Shot ver.)              |  |
| 2. | Ça va ? Ça va ? (Jacket & MV Making, Off-shot) |  |